# Мороз Сидір Митрофанович
Сидір Митрофанович Мороз (азерб. Sidor Mitrofanoviç Moroz; 24 грудня 1899, Катеринославський повіт — 28 червня 1973, Баку) — радянський азербайджанський виноградар, Герой Соціалістичної Праці (1950).

## Біографія
Народився 24 грудня 1899 року в селі Олександрівка Катеринославського повіту Катеринославської губернії (нині село в Дніпропетровській області України).
Учасник Другої світової війни.
З 1938 року — робітник, з 1940 року — бригадир, агротехнік виноградарського радгоспу імені Нізамі міста Кіровабад. У 1948 році отримав 141,7 центнерів з гектара винограду на високоврожайній ділянці площею 10,79 гектарів. У 1949 році отримав урожай винограду 193,8 центнерів з гектара на площі 15,3 гектарів. Отримання високих врожаїв винограду бригадою полягало в застосуванні сучасних, на той момент, агротехнічних методів — внесення перегною і азотистих добрив. Щорічно навесні бригада вносила в землю 20 кілограм перегною на гектар, а азотисту підгодівлю бригада під керівництвом Мороза здійснювала влітку.
Указ Президії Верховної Ради СРСР від 4 вересня 1950 року за отримання високих врожаїв винограду на поливних виноградниках у 1949 році, Морозу Сидору Митрофановичу присвоєно звання Героя Соціалістичної Праці з врученням ордена Леніна і золотої медалі «Серп і Молот».
З 1968 року — пенсіонер союзного значення. З 1969 року проживав у місті Баку, столиці Азербайджанської РСР.
Помер 28 червня 1973 року в місті Баку.